# Лерна
Лерна (Лерни, др.-греч. Λέρνη) — историческая местность в Греции, близ восточного побережья Пелопоннеса, к югу от Аргоса, известная своими родниками и бывшим озером. Находится близ современной деревни Мили в Арголиде около залива Арголикоса. Лерна известна в греческой мифологии благодаря такому персонажу, как Лернейская гидра, которую убил Геракл. Карстовые источники сохранились до настоящего времени, тогда как озеро уменьшилось в XIX веке до размеров небольшой лагуны, а затем пересохло.
Страбон писал, что лернейские источники считались целебными.
В Лерне, по древнегреческим преданиям, находился один из входов в Аид. Здесь же отмечались Лернейские мистерии, посвящённые Деметре. Павсаний пишет, что основателем мистерий был Филаммон, двойник Автолика.
Близ Алкионского озера находился вход в подземный мир. Туда отваживались войти лишь немногие герои, как Дионис, направившийся туда в поисках матери Семелы в сопровождении Просимна. Павсаний и его современники были убеждены, что озеро необычайно глубоко, и никто из смертных не смог достичь его дна и выплыть.
Хранителем входа в подземный мир была Лернейская гидра, которую затем убил Геракл.

## Археология
Раскопки в Лерне начал Джон Каски (John L. Caskey) в 1952 году. Серия его публикация о слоях Лерны бронзового века (пронумерованных I—V) вдохновили работу многих других исследователей.
Лерна заселена со времён неолита, не позднее 5 тыс. до н. э., и затем была покинута вплоть до раннего бронзового века (элладский период истории Греции). Технологии местной обработки кремня с помощью привозного обсидиана и кремнёвого сланца свидетельствует о культурной непрерывности в течение указанного длительного периода, а уменьшение количества обсидиана с Милоса свидетельствует о снижении объёмов торговли на дальние расстояния в конце Раннеэлладского периода III, что соответствует периоду Лерна IV.
В Лерне обнаружен один из крупнейших доисторических курганов Греции, насыпанный в течение длительного времени в период неолита; затем его вершина была выровнена и растянута, подобно тому, как это было сделано в раннеэлладских поселениях Эвтресис и Орхомен и поверх кургана возникло новое поселение: этот слой, известный как «Лерна III», соответствует раннеэлладскому периоду II истории Греции. В находках Лерны III отсутствует преемственность с предыдущими слоями; этот слой представляет собой двухэтажный дворец или административный центр. Толщина стен в ряде случаев достигает 1 метра; ширина здания составляет 12 метров, а длина 25 метров, что по масштабу сопоставимо лишь с большим толосом в Тиринфе диаметром 28 метров. Дворец известен под названием «Дом с черепицей». Дворец был хорошо укреплён: вокруг него возвышалось двойное кольцо оборонительных стен с башнями, и служил административным центром в период около 2500—2200 годов до н. э. Хотя в Лерне отмечено пять последовательных этапов населения, «дом с черепицей» не был отстроен после пожара; лишь в конце среднеэлладского периода в кургане, образовавшемся поверх руин, были выкопаны шахтовые гробницы, следовательно, к тому времени о важности дворца уже забыли.
Керамика Лерны III включает характерные для данной культуры сосуды с носиком, которые археологи называют «соусницами», поскольку их край загибается вверх в виде кривого носика, а также чаши с изогнутыми бордюрами, как плоскодонные, так и с круглым основанием, а также широкие блюдца, иногда с глазированными бордюрами, более приятными для губ пьющего. Кувшины и гидрии имеют криволинейный профиль с расширением посредине. Иногда встречаются расписные сосуды, на некоторых обломках керамики встречаются штампованные украшения, для изготовления которых использовались цилиндрические печати. Оттиски одних и тех же цилиндрических печатей обнаружены в Лерне, Тиринфе и Зигуриес.
Лерна IV (раннеэлладский период III) характеризуется резкой переменой в археологической культуре. Теперь это уже не укреплённое местонахождение центрального органа власти, а небольшой посёлок городского типа с домами из двух-трёх помещений и стенами из грубого кирпича на каменных основаниях; в некоторых домах имеются центральные круглые очаги. Между домами проходили узкие переулки. На этой фазе в Лерне появляется множество хаотически расположенных колодцев, которые со временем заполняются отходами, костями, черепками и даже целыми сосудами. Керамика, не имеющая общих черт с керамикой Лерны III, имеет ряд новых форм, а также признаки всё возрастающего использования гончарного круга — регулярные спиральные канавки в основаниях и параллельные насечки. Типичная декорация керамики Лерны IV — линейная роспись тёмной глазурью по бледному фону. Каски определил ранние образцы керамики как аналоги характерной для среднеэлладского периода минийской керамики, а среди немногих образцов явно импортированной керамики — крылатый кувшин, по-видимому, происходящий из Трои IV.
Лерна V является продолжением предыдущего этапа, однако в это время возникает множество новых стилей керамики, в частности, керамика с матовой росписью, аргивская версия (с толстыми мазками) серой минийской керамики, а также сильно возрастает количество импортированных керамических изделий, происходящих с Киклад и Минойского Крита (среднеминойский период IA). В этот период широко распространяется обычай захоронения покойных внутри домов или между ними.
В Микенскую (позднеэлладскую) эпоху Лерна служила кладбищем, которое было заброшен вскоре после 1250 года до н. э.
Современные геологические технологии, такие, как колонковое бурение, позволили выявить местонахождение исчезнувшего священного Лернейского озера, которое представляло собой пресноводное береговое озеро, отделённое от Эгейского моря песчаными дюнами. В раннем бронзовом веке диаметр озера составлял 4,7 км. В результате обезлесения местности озеро превратилось в малярийное болото, остатки которого высохли в XIX веке.